# 絃上 (能)
『絃上』（げんじょう / けんじょう）は、能の演目。観世流では『玄象』と書かれる。藤原師長が音楽を志して南宋に旅立つ途中、摂津国須磨の浦で村上天皇の霊に押し止められたという逸話が題材となっている。
八大龍王を助演者に村上天皇が舞う早舞が見所。颯爽とした余韻を残す演目である。
題名の絃上は村上天皇愛用の琵琶の名称であり、曲中でも度々琵琶を演奏している場面があるが、舞台の上では演奏は抽象化されており、特殊な演出を除いて実際に弾くことはない。

## 登場人物
- 前シテ - 尉
- 後シテ - 村上天皇
- ツレ - 藤原師長
- ツレ - 姥
- ツレ - 龍神
- ワキ - 師長の従者
- ワキツレ - 従者
- アイ - 師長の下人

## あらすじ

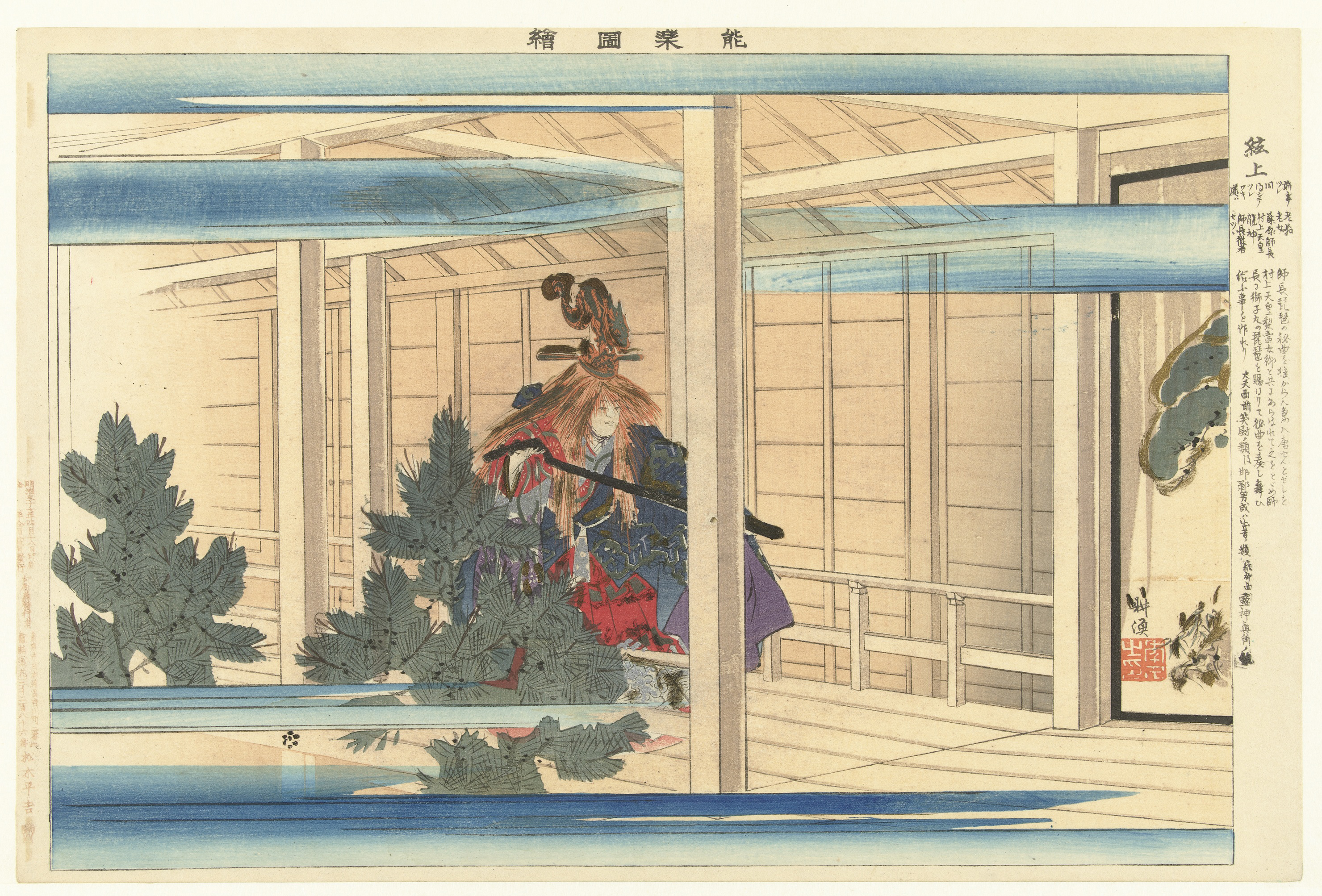
月岡耕漁筆『能楽図絵』より「絃上」

前段
時の太政大臣藤原師長は、自分ほどの琵琶の名手はもはや日本にはいないと考え、琵琶の名手を求めて唐に旅立つ。旅の途中、須磨の浦で出会った老夫婦に一夜の宿を借りることになる。
師長が宿を借りた塩屋の主の求めに応じて琵琶を弾いていると、突然雨が降り出し、演奏は中断してしまう。
すると、主は苫を姥に持って来させて板屋を葺き渡した。師長が「それは何の為か」と尋ねると、老人は「靜かに聴聞するため」と答えた。これを聞いた師長は、老人が琵琶の心得のある者と気がつき、一曲を所望する。
老夫婦は、琵琶と琴で合奏を始める。
老夫婦の見事な演奏を聴いた師長は、日本に自分ほどの琵琶の名手はいないと自惚れていたことを恥じ、塩屋をこっそり抜け出し帰ろうとするが、老夫婦に引き留められる。
師長は「帰ろうとしているのに、なぜ引き留めるのか。あなたは一体誰なのか」と老夫婦にたずねると、自分たちは村上天皇と梨壷女御であると師長に正体を明かして、かき消すように消えてしまう。
老夫婦の正体は、村上天皇と梨壷女御であった。師長の入唐を引き留めたい一心が夢で伝わったのであった。
後段
村上天皇の霊が登場し、龍神に命じて琵琶の名器獅子丸を竜宮から持って来させて師長に授ける。師長が琵琶を弾き始めると、八大龍王が助演者として加わり、村上天皇も自ら見事な秘曲を奏で、舞を舞う（早舞）。
村上天皇の霊は天上へ還り、師長も琵琶を携えて帰途につく。